# Хербертинген
Хербертинген (њем. Herbertingen) општина је у њемачкој савезној држави Баден-Виртемберг. Једно је од 25 општинских средишта округа Зигмаринген. Према процјени из 2010. у општини је живјело 4.936 становника. Посједује регионалну шифру (AGS) 8437044, NUTS и LOCODE код.

## Географски и демографски подаци
Хербертинген се налази у савезној држави Баден-Виртемберг у округу Зигмаринген. Општина се налази на надморској висини од 562 метра. Површина општине износи 38,7 km². У самом мјесту је, према процјени из 2010. године, живјело 4.936 становника. Просјечна густина становништва износи 128 становника/km².

## Међународна сарадња
| Мјесто          | Држава    | Врста сарадње | Од    |
| --------------- | --------- | ------------- | ----- |
| Сен Пол ан Жаре | Француска | партнерство   | 1996. |
| Извор           |           |               |       |